# Warsaw (Virgínia)
Warsaw é uma cidade  localizada no estado norte-americano de Virginia, no Condado de Richmond.

## Demografia
Segundo o censo norte-americano de 2000, a sua população era de 1375 habitantes.
Em 2006, foi estimada uma população de 1365, um decréscimo de 10 (-0.7%).

## Geografia
De acordo com o United States Census Bureau tem uma área de
7,9 km², dos quais 7,9 km² cobertos por terra e 0,0 km² cobertos por água.

## Localidades na vizinhança
O diagrama seguinte representa as localidades num raio de 40 km ao redor de Warsaw.